# Clarence Williams
Clarence Williams (Plaquemine, 8 ottobre 1898 – New York, 6 novembre 1965) è stato un musicista e compositore statunitense.
È stato una figura centrale nel jazz delle origini. Musicista e imprenditore, organizzò, produsse e arrangiò alcune tra le più importanti sedute di registrazione di musica nera degli anni '20, sia blues che jazz.

## Biografia
Williams nacque a Plaquemine, sobborgo periferico di New Orleans. Suo padre era proprietario di un hotel e suonava il contrabbasso. Da bambino, Williams iniziò la sua educazione musicale suonando nell'hotel di famiglia e cantando nelle strade. Spesso i bambini, all'epoca, improvvisavano spettacolini di danza e musica all'aperto. All'età di dodici anni, si unì a Billy Kersands, a quel tempo popolare artista minstrel. In seguito, iniziò la carriera di pianista honky-tonk nei locali di New Orleans. Le sue capacità di esecutore erano dignitose ma modeste. Williams non fu mai un grande strumentista. In compenso, le sue conoscenze musicali erano ampie, e padroneggiava perfettamente il repertorio di musica popolare, richiedendo le partiture delle canzoni alla moda presso le case editrici di New York. In quei giorni, aprì un locale di musica e cabaret e una sua casa editrice di musica, in società con Armand Piron e compose il suo primo successo, la canzone Brownskin, Who You For? Nel 1917, insieme con Spencer Williams, compose il classico Royal Garden Blues.
Williams è stato uno dei primi ad etichettare la propria musica come jazz. Sul suo biglietto da visita aveva scritto "The Originator of Jazz and Boogie Woogie".
Nel 1920 fu uno dei primi musicisti di New Orleans a migrare a Chicago. Aprì un negozio di musica, che ebbe forte successo commerciale. Nel 1921 sposò la cantante blues Eva Taylor, artista di buona levatura. Infine, decise di iniziare la propria attività discografica come produttore. Proprio in quegli anni il nuovo prodotto, il disco, stava iniziando a diventare popolare. Williams intuì il potenziale commerciale della musica popolare suonata secondo il particolare ritmo sincopato di New Orleans (quello che poi si sarebbe chiamato jazz, o che già si iniziava a chiamare jazz), e capì che il benessere economico permetteva l'emergere di un mercato di consumatori di razza nera interessati a una musica più energica e swingante, in una parola più "negra", di quella delle orchestre da ballo bianche. 
Da quel momento Williams iniziò a registrare un gran numero di dischi di cantanti blues negre. Le prime incisioni risalgono al 1920, con Mamie Smith. Le prime registrazioni, subito di grande successo, furono Crazy Blues e It's Right Here For You. Nel 1923, desideroso di espandere la sua attività di produttore, si spostò a New York, dove iniziò ad incidere con Bessie Smith, la grande cantante di blues, accompagnata dallo stesso Williams al piano e da altri strumentisti, alcuni destinati a diventare famosi. Le registrazioni avvenivano negli studi Columbia e uscivano spesso sotto l'etichetta della Okeh, l'etichetta degli artisti blues e jazz e espressamente destinata al mercato "negro". Erano i cosiddetti "race records". La prima registrazione fu Gulf Coast Blues, composta da Williams. Bessie Smith cantava con potenza e forza, Williams la accompagnava al piano, invero con scarso swing.
Dal 1923 al 1928, Williams fu il direttore artistico della Okeh Records, e da questa posizione privilegiata scoprì e promosse lo sviluppo di molti talenti che avrebbero fatto la storia del jazz. A quegli anni risalgono le incisioni migliori e più innovative. Ma la sua attività di produttore continuò fino al 1937 almeno. Williams era in grado di organizzare almeno due sedute al mese per anni, e in tal modo produsse più di 300 registrazioni. Era al tempo stesso musicista/accompagnatore, arrangiatore e produttore, occupandosi della distribuzione e della pubblicità. Egli impiegò sia artisti di New Orleans, come King Oliver, Louis Armstrong e Sidney Bechet, sia di New York e dintorni, come James P. Johnson, Fats Waller, Willie "The Lion" Smith, Don Redman, Coleman Hawkins. L'incontro tra i musicisti di New Orleans e quelli di New York fu estremamente fruttuoso. Anche se è scorretto dire che i musicisti di New Orleans erano gli unici che davvero suonavano jazz genuino, è pur vero che quelli di New Orleans furono i primi che svilupparono una tecnica improvvisativa matura (soprattutto Armstrong e Bechet) e uno stile ritmico elastico, leggero e sincopato, in una parola swing. I musicisti di New York, invece, erano legati alla sincopazione più rigida e quadrata del ragtime.
Per le sue incisioni, Clarence Williams utilizzò numerose denominazioni per le sue band. La più frequente, e quella sotto la quale registrò le migliori esecuzioni, fu Clarence Williams' Blue Five. Con questo nome pubblicò non solo molti dischi di canto blues, ma anche le prime registrazioni solo strumentali di Sidney Bechet e Louis Armstrong, che si possono considerare i primi veri esempi di improvvisazione jazz compiuta. Al tempo di queste incisioni Armstrong era a New York come membro dell'orchestra di Fletcher Henderson. Altri musicisti impiegati nei Blue Five furono Coleman Hawkins e Bubber Miley, e le cantanti Sippie Wallace, Margaret Johnson, Virginia Liston e la moglie di Williams, Eva Taylor. Altri nomi utilizzati da Williams per i suoi gruppi furono Clarence Williams' Blue Seven, Clarence Williams' Stompers, Clarence Williams' Washboard Five, Clarence Williams' Jazz Kings, e così via.
Nel 1943 Williams vendette il suo intero catalogo alla Decca Records per 50.000 dollari e si ritirò dall'attività di produttore per aprire un negozio di merce usata nel quartiere di Queens a New York, dove visse sino alla sfortunata morte nel 1965, dopo essere stato investito da un taxi.
Il nome di Clarence Williams appare come compositore o co-compositore in numerose canzoni, anche se spesso (per ammissione dello stesso Williams) tali canzoni sono state scritte da altri autori e Williams ha semplicemente comprato i diritti. Le sue hits più famose furono  "I Wish I Could Shimmy Like My Sister Kate", "Baby, Won't You Please Come Home", "Royal Garden Blues", "Tain't Nobody's Business If I Do".
Nel 1970, Clarence Williams fu inserito nella Songwriters Hall of Fame.